# Sint-Jozefkerk (Oost-Maarland)
De Sint-Jozefkerk is een kerkgebouw in Oost-Maarland, in de Nederlands Zuid-Limburgse gemeente Eijsden-Margraten. De kerk staat aan de Sint Jozefstraat die een van de belangrijkste straten van het dorp is. Achter de kerk bevindt zich de begraafplaats. Aan de rechterzijde is de kerk met de naastgelegen pastorie verbonden.
De kerk is in 1927 gebouwd naar het ontwerp van de architect Joseph Franssen. Het gebouw heeft een rechthoekig plattegrond en is opgetrokken met neo-romaanse elementen.
Het gebouw is een rijksmonument en is gewijd aan Jozef van Nazareth.